# هیلسام
هیلسام (به هلندی: Heelsum) یک منطقهٔ مسکونی در هلند است که در رنکوم واقع شده‌است. هیلسام ۳٬۴۷۰ نفر جمعیت دارد.